# وس
وس (به فرانسوی: Wace) شاعر قرن دوازدهم میلادی اهل فرانسه است.